# ليزا ديل جوكوندو
ليزا ديل جوكوندو (Lisa del Giocondo، نطق إيطالي: ‎[ˈliza del dʒoˈkondo]‏) (15 يونيو 1479-15 يوليو 1542 أو حوالي 1551)، معروفة أيضًا بـليزا غيرارديني وليزا أنطونيو ماريا (أو أنطونماريا) غيرارديني وموناليزا، كانت إحدى أفراد عائلة غيرارديني في فلورنسا وتوسكانا في إيطاليا. أُعطي اسمها للموناليزا، لها صورة بتكليف من زوجها والتي رسمها ليوناردو دا فينشي خلال عصر النهضة الإيطالية.
لا يُعرف سوى القليل عن حياة ليزا. وُلدت في فلورنسا وتزوجت في سن المراهقة من تاجر للأقمشة والحرير الذي أصبح في وقت لاحق مسؤولًا محليًا، وكانت أمًا لخمسة أطفال ويُعتقد أنها كانت من الطبقة المتوسطة وعاشت حياة مريحة وعادية. عاشت ليزا بعد زوجها الذي كان يكبرها بكثير.
بعد قرون من وفاتها، أصبحت الموناليزا اللوحة الأكثر شهرة في العالم وأصبح لها حياة منفصلة عن حياة ليزا. جعلت تكهنات العلماء والهواة من العمل الفني رمزًا معترفًا به عالميًا وكائنًا تسويقيًا. في عام 2005 تأكد بشكل قاطع أن ليزا كانت نموذجًا للوحة الموناليزا.

## حياتها المبكرة
كانت عائلة ليزا الفلورنسية عائلة قديمة وأرستقراطية ولكنها فقدت نفوذها مع مرور الوقت. كانوا ميسوري الحال ولكن ليسوا أثرياء، ويعيشون على الدخل الزراعي في المدينة التي كانت من بين أكبر المدن في أوروبا وناجحة اقتصاديا، في حين كانت هناك تفاوتات كبيرة في توزيع الثروات بين سكانها.
أنطونماريا دي نولدو غيرارديني، والد ليزا، فقد اثنتين من زوجاته: ليزا دي جيوفاني فيليبو دي كاردوتشي، التي تزوجها عام 1465، وكاترينا دي ماريوتو روتشيلاي، التي تزوجها عام 1473.توفيت كلتاهما في الولادة. كانت والدة ليزا هي لوكريسيا ديل جاكسيا، ابنة بييرا سبينيلي، وزوجة غيرارديني الثالثة، والتي تزوجها عام 1476. تملك غيرارديني أو استأجر ست مزارع في كيانتي والتي أنتجت القمح والنبيذ وزيت الزيتون وكانت تربى بها الماشية.
ولدت ليزا في فلورنسا في 15 يونيو 1479 في فيا ماجيو، على الرغم من أنه لسنوات عديدة كان يُعتقد أنها ولدت في أحد العقارات الريفية لأسرتها (فيلا فيغناماجيو على مشارف غريف). سميت ليزا على اسم زوجة جدها من أبيها. كانت ليزا الأكبر من سبعة أطفال، وكان لها ثلاث أخوات، واحدة منهن كان اسمها جينيفرا، وثلاثة أشقاء: جيوفانيغوالبيرتو وفرانشيسكو ونولدو.
عاشت العائلة في فلورنسا، في البداية عاشت بالقرب من سانتا ترينيتا وفيما بعد في مساحة مستأجرة قرب سانتو سبيريتو، وعلى الأرجح لأنها لم تكن قادرة على تحمل نفقات إصلاح منزلها السابق عندما تعرض لأضرار. انتقلت عائلة ليزا إلى ما يسمى اليوم فيا دي بيبي ثم قرب سانتا كروتش، حيث كانت تعيش بالقرب السير بييرو دا فينشي والد ليوناردو. كانت عائلتها تملك أيضا منزلًا ريفيًا صغيرًا في سانت دوناتو في قرية بوجيو على بعد حوالي 32 كيلومتر (20 ميل) جنوبي المدينة. ترك نولدو، والد غيرارديني وجد ليزا، مزرعة في كيانتي لمستشفى سانتا ماريا نوفا. حصل غيرارديني على عقد إيجار آخر لمزارع المستشفى، وليتمكن من الإشراف على محصول القمح قضت الأسرة فصول الصيف هناك في مبنى يدعى كا دي بيسا.

## زواجها وحياتها الأخيرة
في 5 مارس 1495، تزوجت ليزا من فرانشيسكو دي بارتولوميو دي زانوبي ديل جوكوندو، تاجر أقمشة وحرير ناجح، لتصبح زوجته الثالثة وعمرها خمسة عشر عامًا. كان مهر ليزا 170 فلورينًا ومزرعة سان سيلفيسترو قرب منزل أسرتها الريفي، ومما يلفت الانتباه أن عائلة غيرارديني لم تكن ثرية في ذلك الوقت وهو ما يدعو للاعتقاد أنها وزوجها كانا يحبان بعضهما. يقع العقار بين كاستيلينا وسان دوناتو في بوجيو، قرب مزرعتين تملكهما لاحقا مايكل أنجلو. عاش الزوجان حياة الطبقة المتوسطة. زاد زواج ليزا من وضعها الاجتماعي لأن عائلة زوجها ربما كانت أكثر ثراء من عائلتها. ويعتقد أن فرانشيسكو قد استفاد لأن غيرارديني هو «اسم قديم». كانوا يعيشون في سكن مشترك حتى 5 مارس 1503، عندما كان فرانشيسكو قادرا على شراء باب المنزل المجاور لمنزل عائلته القديم في فيا ديلا ستوفا. يعتقد أن ليوناردو قد بدأ في رسم صورة ليزا نفس العام.

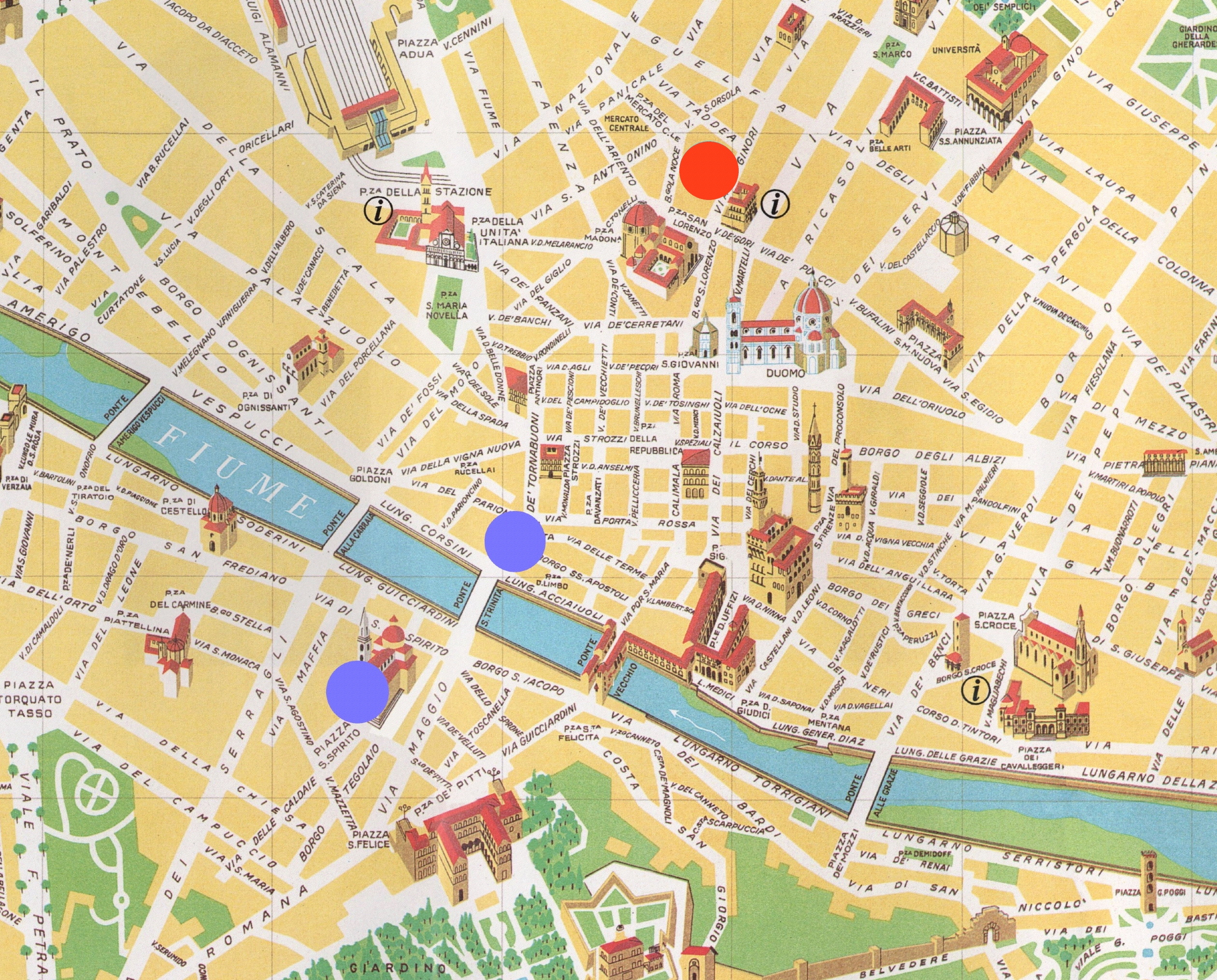
وسط فلورنسا. عاش فرانشيسكو وليزا في فيا ديلا ستوفا (باللون الأحمر)، على بعد حوالي شمال نهر أرنو. عاش أبوا ليزا بمكان أقرب من النهر، في البداية شمال النهر وسكنوا جنوبه في وقت لاحق (باللون البنفسجي).

رزق فرانشيسكو وليزا بخمسة أطفال: بييرو وكاميلا وأندريا وجوكوندو وماريتا، أربعة منهم بين عامي 1496 و1507. فقدت ليزا طفلة رضيعة في 1499. ربت ليزا أيضا بارتولوميو، نجل فرانشيسكو من زوجته الثانية كاميلا دي ماريوتو روجيلاي، الذي توفيت والدته وكان عمره عامًا تقريبًا. كانت زوجة والد ليزا، كاترينا دي ماريوتو روجيلاي، وزوجة فرانشيسكو الأولى أخوات، وقد كانتا من أفراد عائلة روجيلاي البارزة.
أصبحت كاميلا وماريتا راهبتين كاثوليكيتين. أخذت كاميلا اسم الأخت بياتريس ودخلت دير القديس دومينيكو دي كافاجيو، حيث كانت الموكلة لرعاية شقيقة أنطونماريا والأخت ألبييرا وأخوات ليزا، الأخت كاميلا (التي تمت تبرئتها في زيارة فاضحة من قبل أربعة رجال في الدير) والأخت اليساندرا. توفيت بياتريس عن 18 عامًا ودفنت في كنيسة سانتا ماريا نوفيلا. نمت علاقة ليزا مع دير القديسة أورسولا، الدير الذي نال تقديرًا كبيرًا في فلورنسا، حيث كانت قادرة على وضع ماريتا في عام 1521. أخذت ماريتا اسم الأخت لودوفيكا وأصبحت عضوًا محترمًا في الدير في موضع بعض المسؤوليات.
أصبح فرانشيسكو مسؤولًا في فلورنسا. انتخب في مجلس "Dodici Buonomini" في 1499 وفي سينورية فلورنسا في عام 1512، حيث تم تنصيبه البريوري في 1524. يُعتقد أن كانت له روابط مع عائلة ميديتشي في المصالح السياسية التجارية للعائلة. في عام 1512 عندما خشيت حكومة فلورنسا عودة ميديتشي من المنفى، سجن فرانشيسكو وغرم 1000 فلورين. أطلق سراحه في سبتمبر عندما عاد آل ميديتشي.
رواية واحدة تثبت وفاة فرانشيسكو في وباء 1528. مرضت ليزا وأخذتها ابنتها لودوفيكا إلى دير القديسة أورسولا، حيث توفيت بعد حوالي أربع سنوات في سن الثالثة والستين. في رواية أكاديمية عن حياتهم، كان عمر فرانشيسكو ما يقرب من 80 عامًا عندما توفي عام 1539. يُحتمل أن ليزا قد عاشت حتى عام 1551 على الأقل، عندما كان عمرها 71 أو 72 عامًا.
في يونيو 1537 في وصيته المتضمنة للعديد من الأحكام، أعاد فرانشيسكو مهر ليزا إليها، وقدم لها ملابس شخصية ومجوهرات ونص على مستقبلها. كتب فرانشيسكو بالإضافة إلى إسناد رعايتها لابنتهما لودوفيكا وابنه بارتولوميو عن المودة والمحبة الموصي بها نحو زوجته، وعن أنها قد تصرفت دائمًا بروح نبيلة وكزوجة مؤمنة متمنيا أن تنال كل ما تريد.

## الموناليزا

لوحة الموناليزا الكاملة (بالإنجليزية: Mona Lisa، بالإيطالية: La Gioconda، بالفرنسية: La Joconde) ليوناردو دا فينشي، اللوفر

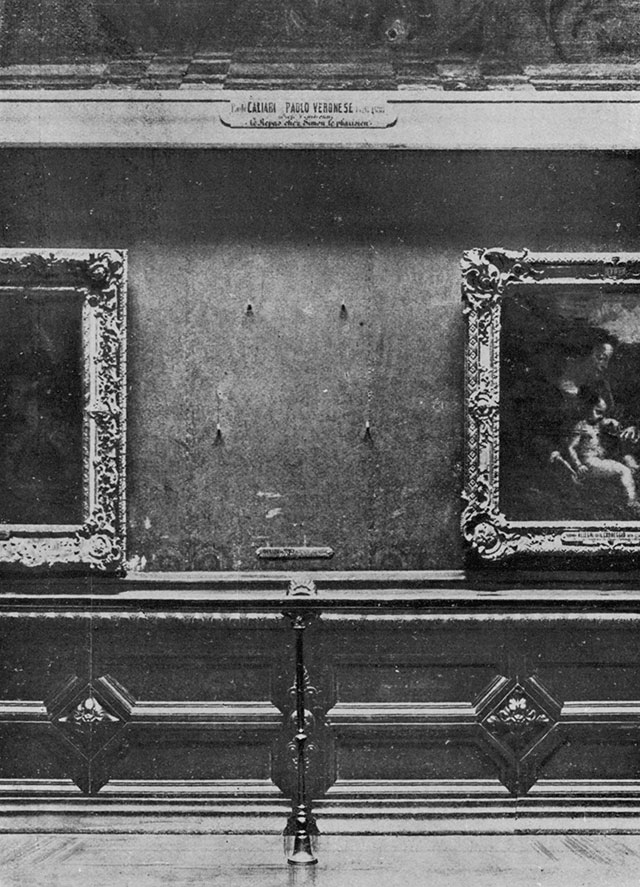
سرقة لوحة الموناليزا من متحف اللوفر في عام 1911 ورحلاتها إلى آسيا وأمريكا الشمالية خلال ستينيات وسبعينيات القرن العشرين ساهمت في إعطاء اللوحة قيمتها وشهرتها.

مثل غيرهم من الفلورنسيين المماثلين لهم في الإمكانيات المالية، كان أفراد أسرة فرانشيسكو عشاقًا للفن ورعاةً له. سأل ابنه بارتولوميو أنطونيو دي دونينو مازييري أن يرسم لوحة جدارية في موقع دفن الأسرة في سانتيسيما أنونزياتا، فلورنسا. رسم أندريا ديل سارتو مادونا لعضو آخر من أسرته. قدم فرانشيسكو عمولات لليوناردو لصورة لزوجته ولدومينيكو بوليغو للوحة لفرنسيس الأسيزي. يُعتقد أنه طُلبت صورة لليزا للاحتفال بميلاد أندريا إلى جانب شراء منزل العائلة.
عاصر رسم الموناليزا القرن الخامس عشر وأوائل القرن السادس عشر وهي فترة فُضل فيها تصوير النساء كفاضلات. صُورت ليزا كزوجة مخلصة من خلال لفتة وضعها يدها اليمنى على يدها اليسرى. كما عرضها ليوناردو كمرأة عصرية وناجحة، وربما أكثر رغدًا مما كانت عليه. كانت ملابسها الداكنة وغطاء رأسها الأسود متأثران بالأزياء الإسبانية الراقية، فهي ليست تجسيدًا لحدادها على ابنتها الأولى كما يقترح بعض العلماء. الصورة كبيرة بشكل لافت للنظر، وحجمها مساوٍ لتلك العمولات التي حصل عليها رعاة الفن الأكثر ثراء في ذلك الوقت. فسر هذا البذخ باعتباره علامة على تطلعات فرانشيسكو وليزا الاجتماعية.
كان ليوناردو بدون دخل خلال ربيع عام 1503 مما قد يفسر جزئيًا اهتمامه بصورةٍ خاصةٍ كصورة ليزا. لكن وفي وقت لاحق من ذلك العام، كان عليه على الأرجح أن يؤخر عمله على الموناليزا عندما تسلم دفعة لبدء رسم معركة أنغياري، التي كانت عمولتها أغلى، كما أنه تم الاتفاق معه على إكمال العمل بحلول فبراير 1505. في عام 1506 رأى ليوناردو أن الصورة لم تكتمل. لم تُدفع له عمولته ولم يسلم العمل إلى موكله. سافرت لوحات ليوناردو معه طوال حياته، وربما أكمل الموناليزا بعد سنوات عدة في فرنسا، وذلك قبيل عام 1516 حسب تقدير واحد.
يعود عنوان اللوحة إلى عام 1550. كتب جورجو فازاري أحد معارف بعض من عائلة فرانشيسكو على الأقل: «تولى ليوناردو أن يرسم لفرانشيسكو ديل جوكوندو صورة لزوجته الموناليزا» (بالإيطالية: Prese Lionardo a fare per Francesco del Giocondo il ritratto di mona Lisa sua moglie.)‏. اسم اللوحة بالإيطالية (La Gioconda) وبالفرنسية (La Joconde) وهو لقبها بعد الزواج، وهو يعني «المرح» أو «الشخص السعيد».

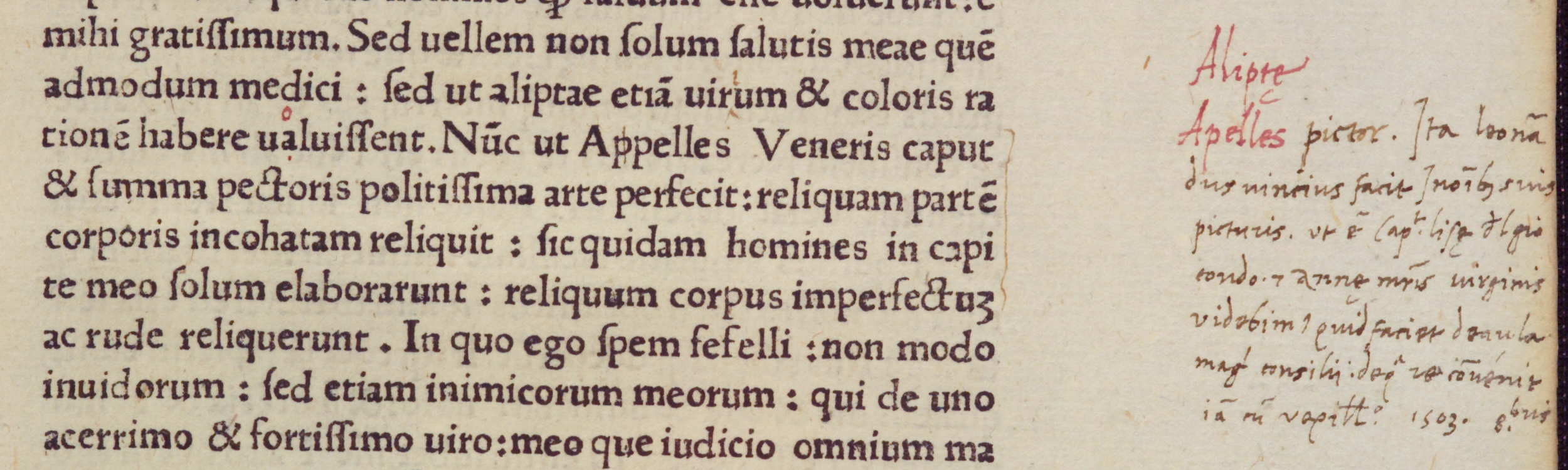
ملاحظة هامشية لأغوستينو فيسبوتشي

أنسبت التكهنات اسم ليزا إلى أربعة لوحات مختلفة على الأقل وهويتها لما لا يقل عن عشرة أشخاص مختلفين. بحلول نهاية القرن ال20، كانت هذه اللوحة رمزًا عالميًا يستخدم في أكثر من 300 لوحة أخرى وفي 2000 إعلان، لتظهر في إعلان واحد أسبوعيًا في المتوسط. في عام 2005، اكتشف خبير في مكتبة جامعة هايدلبرغ ملاحظة هامشية في مجموعة المكتبة التي تثبت على وجه اليقين وجهة النظر التقليدية وهي أن المرأة في الصورة هي ليزا. تلك الملاحظة التي كتبها أغوستينو فيسبوتشي في عام 1503 تنص على أن ليوناردو كان يعمل على صورة لليزا ديل جوكوندو. أصبحت الموناليزا في عهدة فرنسا منذ القرن السادس عشر عندما حصل عليها الملك فرانسيس الأول، ولكن بعد الثورة الفرنسية تحت ملكية الشعب. يزور اللوحة حاليًا حوالي 6 ملايين شخص سنويًا في متحف اللوفر في باريس حيث أنها الآن جزء من المجموعة الوطنية الفرنسية.

## ببليوغرافيا
- Müntz, Eugène (1898). Leonardo Da Vinci, Artist, Thinker and Man of Science. New York: Charles Scribner's Sons. ج. 2. ص. 153–172. مؤرشف من الأصل في 2020-04-08. اطلع عليه بتاريخ 2007-10-14.
- Pallanti, Giuseppe (2006). Mona Lisa Revealed: The True Identity of Leonardo's Model. Florence, Italy: Skira. ISBN:88-7624-659-2.
- Sassoon, Donald (2001). "Mona Lisa: the Best-Known Girl in the Whole Wide World". دورية حلقة التاريخ. دار نشر جامعة أكسفورد. ج. 2001 ع. 51: 1–18. DOI:10.1093/hwj/2001.51.1. ISSN:1477-4569. مؤرشف من الأصل في 2009-02-03.
- Zöllner, Frank (1993). "Leonardo's Portrait of Mona Lisa del Giocondo". Gazette des Beaux-Arts. ج. 121 ع. S: print 115–138. DOI:10.11588/artdok.00004207. ISSN:0016-5530.

## قراءات أخرى
- "Portrait of Lisa Gherardini, wife of Francesco del Giocondo". متحف اللوفر. مؤرشف من الأصل في 2019-09-20. اطلع عليه بتاريخ 2007-10-04.